# Shangyu
Shangyu (Chinees: 上虞; pinyin: Shàngyú) is een district of stad op arrondissementniveau welke in 2013 toegevoegd is tot de stadsprefectuur Shaoxing in het noordoosten van de provincie Zhejiang in China.

## Inwonersaantal en oppervlakte
Bij de volkstelling van 2018 telde Shangyu 780.400 inwoners, de oppervlakte is ruim 1400 vierkante kilometer. Shangyu is ruwweg vijftig kilometer van noord naar zuid en ongeveer dertig kilometer van oost naar west. Het maakt ongeveer een vierde deel uit van het gebied van de prefectuur Shaoxing.

## Aangrenzende steden en Districten
Shangyu grenst in het oosten aan de stad Yuyao en de stad Ningbo, in het zuiden aan de stad Shengzhou, in het westen aan het district Yuecheng en het district Keqiao, en in het noorden liggen de stad Haining en het district Haiyan en de stad Jiaxing.
| Aangrenzende steden en Districten | Aangrenzende steden en Districten | Aangrenzende steden en Districten | Aangrenzende steden en Districten | Aangrenzende steden en Districten |
| --------------------------------- | --------------------------------- | --------------------------------- | --------------------------------- | --------------------------------- |
|                                   |                                   | Haining / Jiaxing                 |                                   |                                   |
|                                   |                                   |                                   |                                   |                                   |
| Yuecheng / Keqiao                 | Yuyao / Ningbo                    |                                   |                                   |                                   |
|                                   |                                   |                                   |                                   |                                   |
|                                   |                                   | Shengzhou                         |                                   |                                   |

## Taal
De mensen in Shangyu gebruiken Wu of Wuyu als belangrijkste taal in het dagelijkse leven. In China wordt de Wu-taal gesproken in Zhejiang, het zuidelijke deel van Jiangsu, Shanghai, het zuidelijke deel van Anhui en de provincie Fujian. De Wu-taal is ook bekend als de Jiang Nan-, Wu Yue- en de Jiang Dong taal.

## Klimaat
De streek rond Shangyu heeft een gematigd klimaat. In Shangyu valt veel regen maar Shangyu kent ook warme zomers, een klimaatclassificatie Cfa volgens Köppen. De gemiddelde luchtvochtigheid ligt tussen 70% in april en 82% in juni. De gemiddelde jaarlijkse neerslag is 1643 millimeter. In de natste maand juni valt gemiddeld 305 mm neerslag, en de droogste maand december 65 mm neerslag. De gemiddelde temperatuur ligt tussen 5 graden Celsius (januari) en 30 graden Celsius (juli), met uitschieters naar boven. De uren zonneschijn loopt van 6 uur/dag in de winter tot 12 uur/dag in de zomer.
| Maand                           | jan | feb | mrt | apr | mei | jun | jul | aug | sep | okt | nov | dec | Jaar |
| ------------------------------- | --- | --- | --- | --- | --- | --- | --- | --- | --- | --- | --- | --- | ---- |
| Hoogste maximum (°C)            | 25  | 28  | 33  | 34  | 38  | 38  | 43  | 44  | 38  | 34  | 29  | 26  | 44   |
| Gemiddeld maximum (°C)          | 9   | 11  | 16  | 22  | 26  | 28  | 33  | 33  | 28  | 23  | 18  | 11  | 21   |
| Gemiddelde temperatuur (°C)     | 5   | 7   | 11  | 16  | 21  | 24  | 30  | 28  | 24  | 19  | 13  | 7   | 17   |
| Gemiddeld minimum (°C)          | 1   | 3   | 8   | 12  | 17  | 20  | 25  | 25  | 20  | 15  | 9   | 3   | 13   |
| Laagste minimum (°C)            | −6  | −6  | −2  | −2  | 7   | 12  | 15  | 19  | 13  | 2   | −3  | −7  | −7   |
|                                 |     |     |     |     |     |     |     |     |     |     |     |     |      |
| Neerslag (mm)                   | 80  | 82  | 152 | 125 | 138 | 305 | 166 | 165 | 120 | 170 | 75  | 65  | 137  |
| Zonuren (uur/dag)               | 6   | 6   | 9   | 11  | 11  | 11  | 12  | 12  | 10  | 8   | 6   | 6   | 9    |
| Regendagen (dag)                | 11  | 11  | 13  | 12  | 14  | 19  | 19  | 20  | 17  | 9   | 10  | 8   | 163  |
| Relatieve luchtvochtigheid (%)  | 72  | 73  | 72  | 70  | 72  | 82  | 77  | 75  | 80  | 75  | 73  | 70  | 74,2 |
| Bron: Weather and climate China |     |     |     |     |     |     |     |     |     |     |     |     |      |